# خانه اسکیل

خانه اسکیل یک مکان تاریخی در محله مانور سندویک در مین لند، بزرگ‌تَرین جزیره از جزایر اورکنی است. خانه به مکان نوسنگی، تپه اسکارا و خلیج اسکیل مشرف است که در اسکاتلند در انگلستان است. در سال ۱۹۷۷، خانه در لیستی از ساختمان‌های معماری و تاریخی اسکاتلند ثبت شد.

## تاریخچه
تاریخچۀ این خانه، به عصر حجر می‌رسد. یافته‌های مختلف در این خانه، نشان می‌دهد که در ادامه دوران‌هایی مانند عصر آهن و برنز استفاده شده‌است. نام اسکیل مشتق شده از کلمه نورس کهن برای کلمه «سالن» است. نام تمام مزارع اطراف نیز از این نام مشتق شده‌اند. این‌طور فرض می‌شود که این ساختمان بیش از یک هزار سال استفاده می‌شده‌است.
در سال ۱۶۱۵ میلادی، پاتریک استوارت دومین ارل (ارباب) جزایر اورکنی به جرم خیانت خلع شد و این زمین به اسقف کلیسای اورکنی سپرده شد. در سال ۱۶۲۰ میلادی، اسقف جزایر اورکنی، جورج گراهام یک خانه مانور ساده، بخش اول آنچه از خانه اسکیل که هم‌اکنون وجود دارد را ساخت. پس از او پسرش وارث اموال و املاک او شد و ادامه ساختمان ساخته شد.
در طول این سال‌ها ساختمان گسترش یافت. در سال ۱۹۹۷، پس از شش سال کار بازسازی، خانه اسکیل به روی عموم مردم، برای بازدید باز شد. این خانه در مواردی مانند تعطیلات، پذیرایی و مراسم هم‌اکنون اجاره داده می‌شود.